# 盧多維科·多爾佛

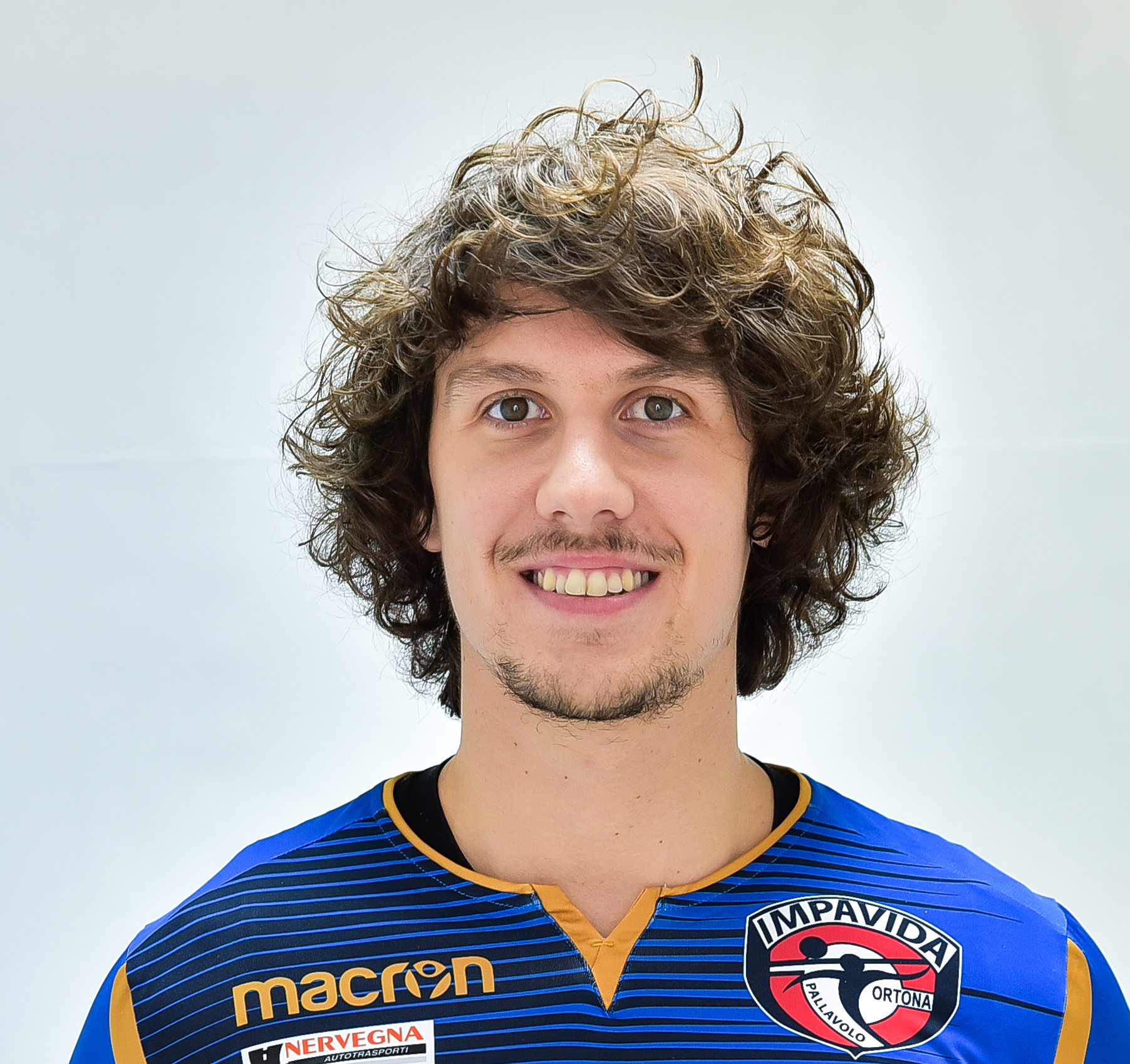
盧多維科·多爾佛

盧多維科·多爾佛（義大利語：Ludovico Dolfo；1992年6月30日—）是一位意大利排球運動員。他效力於卡斯特羅排球俱樂部。他也是意大利國家男子排球隊的一員，代表意大利參加世界青年排球錦標賽等賽事。